# 教堂小屋
教堂小屋（英語：Church Cottage）是位於英國格羅斯特郡土茲希爾的二級登錄建築，曾是作家J·K·羅琳童年時的故居。

## 歷史
建於1852年，由建築師亨利·伍德耶設計。於1988年3月7日被列入二級登錄建築。
1974年，9歲的喬安娜·羅琳隨父母搬到教堂小屋，她在這裡度過了童年，直到從韋登中學畢業。1995年，英國廣播公司製作人朱利安·墨瑟從羅琳家族手中購下教堂小屋。2011年，再度售出。據朱利安·默瑟推測，教堂小屋可能是羅琳創作《哈利波特》系列的靈感來源之一。教堂小屋室內的布局包括一個樓梯下的櫥櫃，而《哈利波特》中哈利·波特在德思禮家就是住在樓梯下的儲物間裡。